# Skarnes
Skarnes is een plaats in de Noorse gemeente Sør-Odal, fylke Innlandet. Skarnes telt 2456 inwoners (2018) en heeft een oppervlakte van 2,52 km².